# 枚方市立高陵小学校
枚方市立高陵小学校（ひらかたしりつ こうりょうしょうがっこう）は、大阪府枚方市御殿山南町にあった公立小学校。
従来の枚方市立殿山第一小学校および枚方市立明倫小学校の2校の校区の一部を再編し、1968年に開校した。
2022年4月に枚方市立中宮北小学校と統合して枚方市立禁野小学校となった。高陵小学校跡地に新校舎を建設し、新校舎建設工事中は現中宮北小学校校舎を使用する。

## 沿革
- 1968年4月1日 - 枚方市立高陵小学校として開校。当初は枚方市立殿山第一小学校内に仮校舎を設置。
- 1968年9月 - 現校舎へ移転。
- 1972年4月1日 - 従来の校区の一部を殿山第一小学校校区へ変更。
- 1973年4月1日 - 枚方市立磯島小学校の開校に伴い、従来の校区の一部を磯島小学校校区へ分離。
- 1975年4月1日 - 従来の校区の一部を磯島小学校校区へ変更。
- 1980年4月1日 - 枚方市立中宮北小学校の開校に伴い、従来の校区の一部を中宮北小学校校区へ分離。
- 1986年11月 - クラブハウス、農具倉庫完成。
- 2001年 - パソコン教室完成。
- 2002年 - パソコン室にエアコン設置。
- 2022年4月1日 - 中宮北小学校と統合して禁野小学校となる。

## 通学区域
- 枚方市 禁野本町1丁目（一部）、禁野本町2丁目（一部）、御殿山町（一部）、御殿山南町（一部を除く）、渚南町（一部を除く）、西禁野2丁目。

卒業生は枚方市立第一中学校に進学する。

## 交通
- 京阪本線 御殿山駅 南へ約700m。